# Albert Gleizes
Albert Léon Gleizes (París, 8 de diciembre de 1881 - Aviñón, 23 de junio de 1953), pintor francés. 

## Biografía
Era hijo de Sylvain Gleizes, un diseñador industrial, y Elizabeth Valentine Commere; su tío, Léon Commere, era un exitoso pintor de retratos que obtuvo en 1875 el Premio de Roma.
Trabajó como aprendiz en el estudio de diseño industrial de su padre en París. Al joven Albert Gleizes no le gustaba la escuela y a menudo se escapaba de las clases para pasar el tiempo escribiendo poesía y vagando por el cercano cementerio de Montmartre. Finalmente, después de completar la enseñanza secundaria, Gleizes pasó cuatro años en el ejército francés y luego emprendió una carrera como pintor, haciendo en primer lugar paisajes.
Sus comienzos fueron impresionistas. Sólo tenía veintiún años de edad cuando su obra titulada La Seine à Asnières (El Sena en Asnières) se exhibió en la Société Nationale des Beaux-Arts en 1902. Al año siguiente participó en el primer Salon d'Automne y pronto cayó bajo la influencia de Fernand Léger, Robert Delaunay, Jean Metzinger y Henri Le Fauconnier. En 1907 Gleizes y algunos de sus amigos persiguieron la idea de crear una comunidad autosuficiente de artistas que le permitirían desarrollar su arte libres de toda preocupación comercial. Durante casi un año, en una gran casa en Créteil, Gleizes junto con otros pintores, poetas, músicos y escritores, se reunieron para crear. La falta de ingresos les forzó a abandonar el lugar a principios de 1908 y Gleizes se trasladó temporalmente a La Ruche, la comuna artística del barrio de Montparnasse en París.
En 1910 se integró en el cubismo, del que fue uno de sus primeros y más importantes teóricos junto a Jean Metzinger. Expuso en el Salon des Indépendants de París de aquel año. Más tarde colaboró con Metzinger escribiendo en 1912, la obra Sobre el cubismo y los medios para comprenderlo, dotándolo de bases teóricas y estéticas. En otoño de ese año, junto a Metzinger se unió al Grupo de Puteaux, también conocido como Section d'Or, dirigido por Jacques Villon y su hermano Marcel Duchamp. En febrero de 1913, Gleizes y otros artistas introdujeron el nuevo estilo de pintura entre el público estadounidense en el Armory Show de Nueva York.
Con el estallido de la Primera Guerra Mundial, Albert Gleizes se realistó en el ejército francés. Le asignaron la tarea de organizar entretenimiento para las tropas, y como resultado de ello se le acercó Jean Cocteau para diseñar el escenario y los vestuarios para la obra de William Shakespeare, Sueño de una noche de verano. Licenciado del ejército en el otoño de 1915, Gleizes y su nueva esposa, Juliette Roche, hija de un prominente y rico estadista francés, se trasladó a la ciudad de Nueva York. Desde allí, la pareja se embarcó hacia Barcelona donde se les unió Marie Laurencin más Francis Picabia y su esposa. El grupo pasó el verano pintando en la zona turística de Tosa de Mar y en diciembre Gleizes tuvo su primera exposición individual de sus obras en las Galerías Dalmau en Barcelona. Al regresar a Nueva York, Gleizes comenzó a escribir composiciones poéticas en verso y en prosa. Viajó a las Bermudas, donde pintó una serie de paisajes, pero cuando acabó la guerra en Europa, donde su carrera evolucionó más hacia la enseñanza a través de sus escritos y se vio involucrado en el comité de las Unions Intellectuelles Françaises. 
En 1923 publicó, ya en solitario, la obra La pintura y sus leyes, en la que anuncia el regreso del arte religioso y revaloriza la producción artística medieval.
Soñando aún con sus días de comuna en Créteil, en 1927 fundó una colonia de artistas en una casa de alquiler llamada Moly-Sabata en Sablons cerca de la casa familiar de su esposa en Serrières en el departamento de Ardèche, en el valle del Ródano.
En 1931, Gleizes participó en el comité de Abstraction-Création que actuó como un foro para el arte no representativo internacional. Para entonces, su obra reflejó el fortalecimiento de sus convicciones religiosas y en su libro de 1932, La Forme et l’histoire examina el arte celta, románico, y oriental. De gira por Polonia y Alemania, dio conferencias tituladas Art et Religion, Art et Production y Art et Science y escribió un libro sobre Robert Delaunay pero nunca se publicó. En 1937, Gleizes fue contratado para pintar murales para la Exposición General de segunda categoría de París (1937) en la Exposición Universal de París. Colaboró con Delaunay en el Pavillon de l'Air y con Léopold Survage y Fernand Léger en el Pavillon de l'Union des Artistes Modernes. A finales de 1938, Gleizes se ofreció voluntario para participar en los seminarios gratuitos y grupos de discusión creados por Robert Delaunay en su taller de París.
A finales de los años 1930, la acaudalada aficionada al arte Peggy Guggenheim compró mucha obra artística nueva en París, incluyendo obras de Albert Gleizes. Se llevó estas obras a los Estados Unidos, y hoy en día forman parte de la colección Peggy Guggenheim. Durante la Segunda Guerra Mundial, Gleizes y su esposa permanecieron en Francia bajo la ocupación alemana. Sus convicciones religiosas se ahondaron y al final de la guerra fue aclamado por algunos como el autor que estableció los principios para la renovación del arte religioso. En 1948, Gleizes aceptó la oferta de un editor de Casablanca para crear una serie de dibujos ilustrando los Pensées sur l'Homme et Dieu de Blaise Pascal. En 1951, fue nombrado jurado del Premio de Roma y el gobierno de Francia le premió con la Legión de Honor. En 1952, hizo su última gran obra, un fresco titulado Eucharist que pintó para la capilla jesuita en Chantilly.
Albert Gleizes murió en Aviñón, Vaucluse en 1953 y fue enterrado en el mausoleo de la familia de su esposa en el cementerio de Serrières.

## Obra
- Día de mercado en las afueras (1905)
- El camino, Meudon (1911)
- Los puentes de París (1912)
- En el puerto (1917)
- Crucifixión (1930)
- Arabesco (1953)